# Пери (окръг, Илинойс)
Вижте пояснителната страница за други значения на Пери.
Окръг Пери (на английски: Perry County) е окръг в щата Илинойс, Съединени американски щати. Площта му е 1158 km², а населението - 23 094 души (2000). Административен център е град Пинкнивил.